# Drapeau de Long Beach
Le drapeau de Long Beach a été adopté le 5 juillet 1967. Il incorpore le sceau de la ville, le nom et la devise sur fond doré blanc et bleu.
Chaque couleur à sa propre signification, le doré représente le sable et la plage, le blanc représente l'air pur de la ville, le bleu l'océan Pacifique.

## Histoire

### Première version (1948-1967)
En 1948, la caporale Eugenia McGrath des Lancerettes de Long Beach, une troupe semi-militaire montée de lanciers féminins, conçoit le premier drapeau de la ville de Long Beach. Une forme physique du drapeau est faite par le capitaine Harvey Lehman et est portée par les Lancerettes dans les défilés de la ville. En 1956, la ville de Long Beach commence à considérer d'adopter un nouveau drapeau. La ville assigne trois fonctionnaires municipaux Fielding C. Combs, directeur des relations publiques, Edwin Castagna (en), bibliothécaire de la ville, et Jerome Donson, directeur artistique municipal.

### Drapeau actuel (depuis 1968)
Plus tard, à la demande du comité des relations publiques, le conseil municipal invite les organisations à soumettre également des conceptions de drapeaux. En 1958, le besoin d'adopter un nouveau drapeau devient une des plus urgentes missions. Les trois fonctionnaires initialement chargés de le concevoir arrivent plus tard à la conclusion que le sceau est trop compliqué pour figurer sur un drapeau et Combs suggère que les citoyens envoient des propositions. La ville organise plusieurs concours au début des années 1960, mais aucune des propositions n'est acceptée. Une personne suggère plus tard que le drapeau de la ville se base sur le drapeau du port de Long Beach, qui a été conçu en 1964 par Al Maddy, le directeur de l'administration du port. Un drapeau de la ville dérivé du dessin de Maddy finit par être adopté par le conseil municipal le 5 juillet 1967.